# Heimtextilien
Als Heimtextilien werden Waren des Kapitels 63 der Kombinierten Nomenklatur (Zolltarif) bezeichnet, welche für die Innenausstattung und Innendekoration verwendet werden. Darunter fallen Decken, Bettwäsche, Tischwäsche, Gardinen und Vorhänge, sowie Fenster- und Bettbehänge (sog. Schabracken).
Heimtextilien sind in der Regel nicht einfuhrgenehmigungspflichtig, sondern bedürfen je nach Art und Material eines Überwachungsdokumentes, einer Ursprungserklärung oder eines Ursprungszeugnisses. Für einige Heimtextilien aus einigen Ländern (zum Beispiel Decken der Warennummer 6301 30 10 aus Belarus, vgl. Fußnote 66 zur Einfuhrliste) besteht allerdings Einfuhrgenehmigungspflicht.
Auflegematratzen, Steppdecken, Deckbetten, Polster, Schlummerrollen, Kopfkissen und Ähnliches gehören nicht zu den Heimtextilien des Kapitels 63, sondern zu den Bettwaren der Position 9404. Lampen mit Stoffschirmen gehören ebenfalls nicht zu den Heimtextilien, sondern zu den Lampen.